# GG45
GG45 — наименование спецификации интерфейса разъёма категории 7 для подключения к устройствам сетей стандарта 10GBASE-T. Был разработан и предложен к внедрению компанией Nexans. Альтернативный коннектор TERA был разработан компанией Siemon.
Фактически оборудование 10GBASE-T используется с традиционными разъёмами 8P8C.

## Описание интерфейса
GG45 обратно совместим с Cat6 RJ45, это означает что устройства, разработанные под GG45, смогут работать с Cat6 RJ45-стандартом, используя соответствующие восемь проводов, на частотах 100 или 250 МГц. 
Для использования с новым быстродействующим кабелем Cat7 (частоты до 600 МГц на кабелях категории 7 и 1000 МГц на категории 7а) в разъемах GG45 используются две дополнительные пары контактов, размещенные в верхних углах разъема. Оборудование, разработанное под RJ45, не сможет работать по стандарту GG45.
Переключение между режимом совместимости с RJ45 и GG45 происходит с помощью механического переключателя, активируемого специальным выступом при подключении GG45 разъёма в гнездо GG45.
Не исключается применение GG45 в более быстрых стандартах Ethernet по витой паре (категория 8, скорости 25 и 40 Гбит/с).